# Jon Turteltaub
Jonathan Charles Turteltaub (Nueva York, Estados Unidos, 8 de agosto de 1963) es un director, productor y guionista estadounidense, que ha trabajado tanto en cine como en televisión. Ha dirigido películas como Mientras dormías (1995), Phenomenon (1996) o las dos entregas de National Treasure (2004 y 2007).

## Biografía
Hijo de Saul Turteltaub, un productor y guionista estadounidense, Jon nació el 8 de agosto de 1963 en la ciudad de Nueva York (Nueva York) y se crio en Beverly Hills (California). Cursó sus estudios secundarios en el Beverly Hills High School, donde fue compañero e hizo amistad con el actor Nicolas Cage. Posteriormente acudió a la Universidad Wesleyana y obtuvo un Bachelor of Arts en 1985, además de una maestría en la USC School of Cinematic Arts. Contrajo matrimonio con Amy Eldon, también productora y guionista, en 2006.

### Carrera
Jon Turteltaub tuvo sus primeras experiencias como director y guionista con las películas Think Big (1989) y Driving Me Crazy (1991). Después dirigió 3 ninjas (1992), Cool Runnings (1993), la comedia romántica Mientras dormías (1995), protagonizada por Sandra Bullock y Bill Pullman, Phenomenon (1996), cinta fantástica que protagonizó John Travolta, y The Kid (2000), con Bruce Willis.
Dirigió y produjo las dos entregas de la saga de aventuras National Treasure (2004 y 2007), protagonizadas por Diane Kruger y Nicolas Cage, su antiguo compañero de instituto. En 2010 volvió a colaborar con este último en la cinta El aprendiz de brujo.
En su faceta como productor ha participado en las series de televisión Jericho (2006 - 2008) y Harper's Island (2009), en las que ejerció como productor ejecutivo en trece y veinticinco episodios respectivamente. En ambas producciones dirigió, además y de forma esporádica, algún episodio.

## Filmografía
| Año         | Película                           | Rol      | Rol       | Rol       | Notas                                                       |
| Año         | Película                           | Director | Productor | Guionista | Notas                                                       |
| ----------- | ---------------------------------- | -------- | --------- | --------- | ----------------------------------------------------------- |
| 1989        | Think Big                          | Sí       |           | Sí        |                                                             |
| 1991        | Driving Me Crazy                   | Sí       |           | Sí        |                                                             |
| 1992        | 3 ninjas                           | Sí       |           |           |                                                             |
| 1993        | Cool Runnings                      | Sí       |           |           |                                                             |
| 1995        | Mientras dormías                   | Sí       |           |           |                                                             |
| 1996        | Phenomenon                         | Sí       |           |           |                                                             |
| 1997        | El astronauta                      |          | Sí        |           | Productor ejecutivo                                         |
| 1998        | De la Tierra a la Luna             | Sí       |           |           | Un episodio: «That's All There Is»                          |
| 1999        | Instinct                           | Sí       |           |           |                                                             |
| 2000        | The Kid                            | Sí       | Sí        |           |                                                             |
| 2001        | More, Patience                     | Sí       |           |           |                                                             |
| 2001        | Role of a Lifetime                 |          | Sí        |           | Productor ejecutivo                                         |
| 2004        | National Treasure                  | Sí       | Sí        |           |                                                             |
| 2006        | Countdown                          |          | Sí        |           | Coproductor ejecutivo en un número de episodios desconocido |
| 2006 - 2008 | Jericho                            | Sí       | Sí        |           | Director en dos episodios y productor ejecutivo en 29       |
| 2007        | National Treasure: Book of Secrets | Sí       | Sí        |           |                                                             |
| 2009        | Harper's Island                    | Sí       | Sí        |           | Director en un episodio y productor ejecutivo en trece      |
| 2010        | El aprendiz de brujo               | Sí       |           |           |                                                             |
| 2011        | Common Law                         |          | Sí        |           | Productor ejecutivo.                                        |
| 2013        | Plan en Las Vegas                  | Sí       |           |           |                                                             |
| 2018        | Megalodón                          | Sí       |           |           |                                                             |